# Fórum provincial romano de Mérida
O chamado fórum provincial romano de Mérida era uma das principais praças da colónia romana de Augusta Emerita, a cidade que atualmente se chama Mérida, na província de Badajoz e comunidade autónoma da Estremadura, Espanha.
Chegaram aos nossos dias muito poucos vestígios deste suposto fórum provincial de Augusta Emerita, o qual é mais recente do que o fórum municipal, e terá sido construído no século I d.C., na sequência do fomento  do culto imperial pelo imperador romano Tibério (r. 14–37 d.C.). Desconhecia-se a sua existência até 1976, ano da comemoração dos dois milénios de Mérida, quando o arqueólogo Martín Almagro Basch [es] propôs a sua existência e continua a haver estudiosos que têm dúvidas que a praça monumental a que se chama usualmente "fórum provincial" tenha sido de facto um fórum, pois não há indícios de nele existissem edifícios administrativos, o que leva alguns investigadores a crer que era no fórum mais antigo que estavam instalados todos os órgãos  administrativos, quer do município, quer da província da Lusitânia.

## História e descrição
Augusta Emerita foi fundada em 25 a.C., durante o reinado do imperador romano Augusto, para nela residirem os soldados eméritos reformados do  exército romano, que tinham servido nas legiões veteranas das Guerras Cantábricas: a Legio V Alaudae e a Legio X Gemina. Como capital da província romana da Lusitânia, a cidade foi uma das urbes mais importantes da Península Ibérica durante vários séculos.
Os restos conhecidos do "fórum provincial" sugerem a existência dum templo dedicado ao culto imperial, um dos mais grandiosos que a cidade teve. Além dos vestígios desse templo, os achados mais importantes são os restos duma abóbada monumental, que possivelmente faria parte dum dos acessos à praça e os restos do que pode ter sido outra das entradas. Supõe-se também que o chamado Arco de Trajano [es] (que nada tem que ver com o imperador cujo nome ostenta) seria a entrada (ou a entrada principal, pois há indícios de terem existido outras entradas) da praça, que era rodeada por um pórtico.
O "fórum provincial" teria sido uma praça limitada por um pórtico monumental, no centro da qual se erguia um grande templo. É provável que a entrada na praça fosse feita pelo Arco de Trajano [es], situado no final do Cardo Máximo, a principal rua da cidade. O templo, basilical de cella barlonga, terá sido construído durante o reinado de Tibério, tendo como modelo o Templo da Concórdia de Roma. Dele existem um pódio, rodapés de pedestais e fragmentos de capitéis. Em meados do século I d.C. a praça foi coberta de mármore, aproveitando o período de prosperidade económica que se vivia em toda a Hispânia romana.

## Galeria de imagens

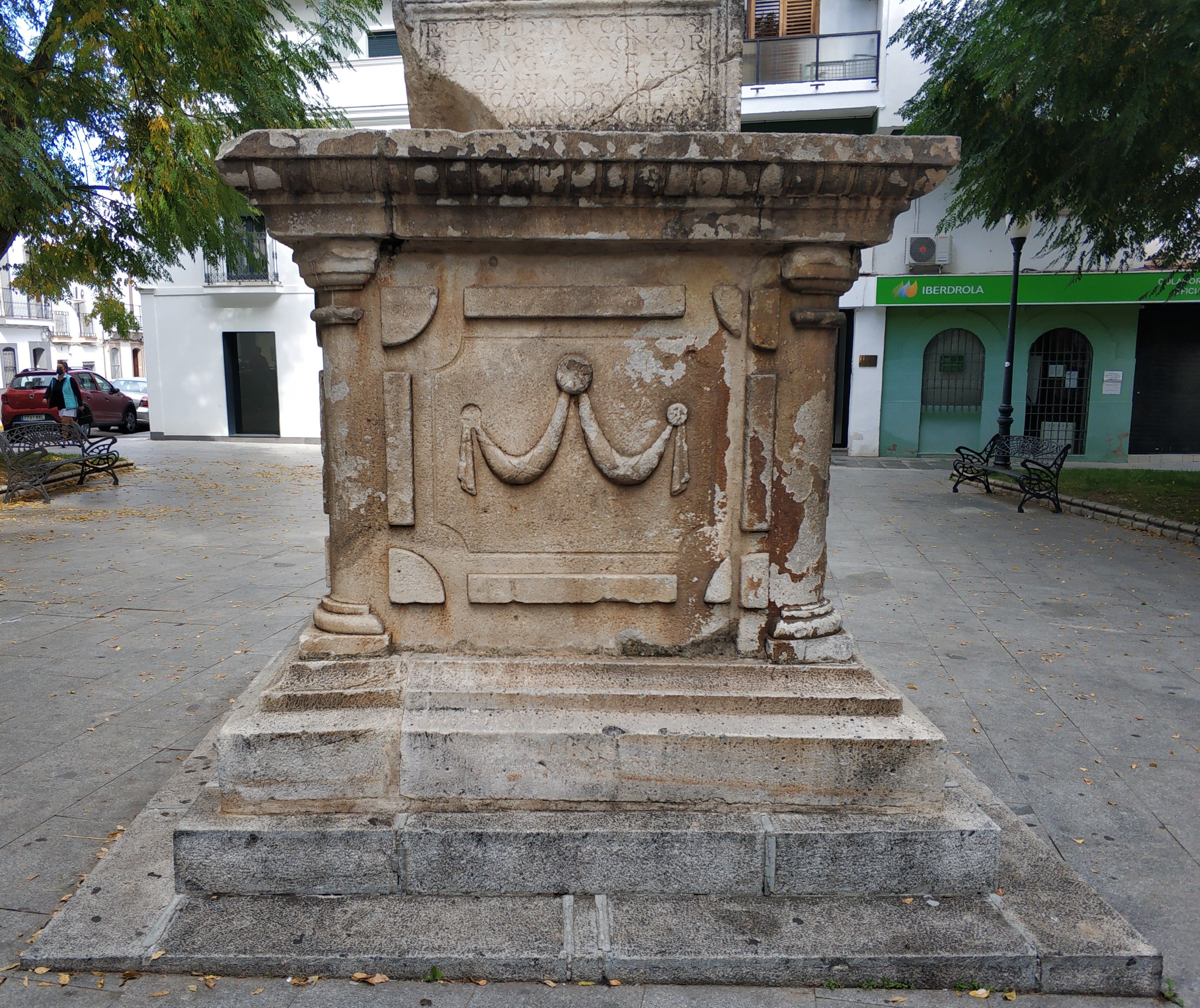
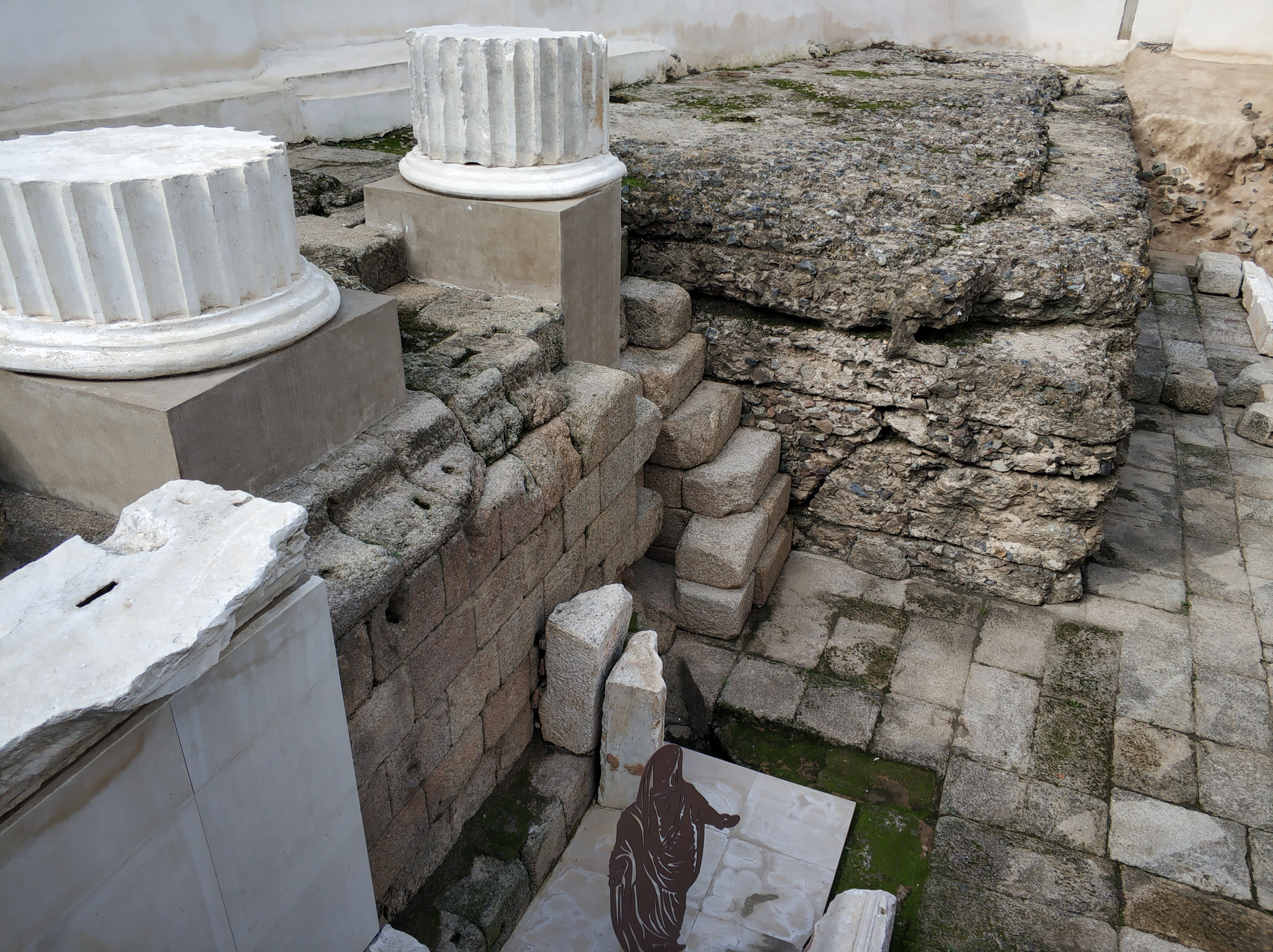
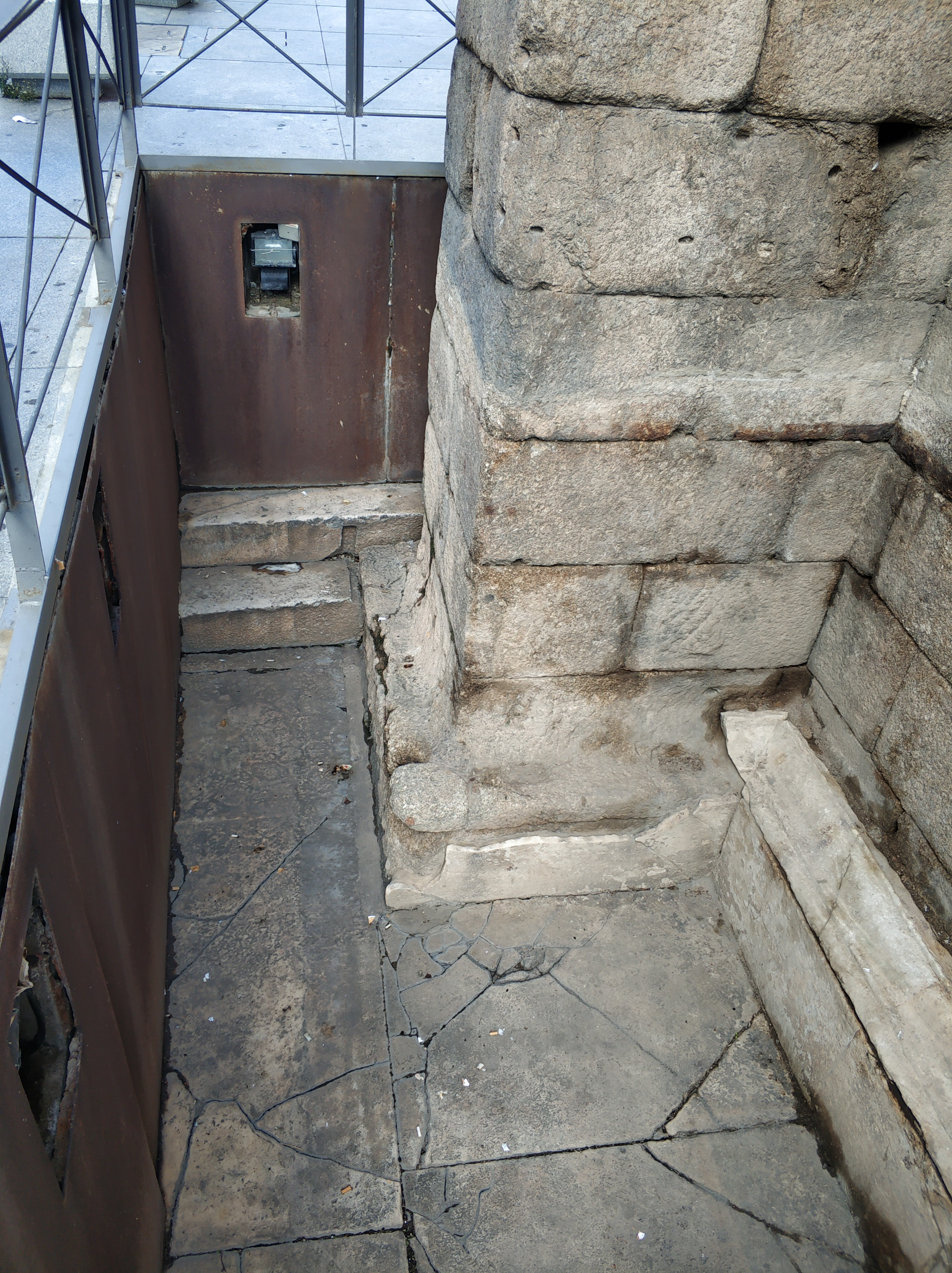

- [1]
- [2]
- [3]

[1] ^ Altar do Templo Imperial, que desde 1633 serve de pedestal a um obelisco dedicado a Santa Eulália de Mérida

[2] ^ Esquina do Templo Imperial encontrado na Rua Holguín

[3] ^ Alvenaria original do piso sob o Arco de Trajano, onde são visíveis os degraus que davam acesso à praça